# Вилаверла
Вилавѐрла (на италиански: Villaverla; на венециански: Viłaverla, Вилаверла) е градче и община в Северна Италия, провинция Виченца, регион Венето. Разположено е на 75 m надморска височина. Населението на общината е 6127 души (към 2015 г.).